# Ilyodon cortesae
Ilyodon cortesae és una espècie de peix de la família dels goodèids i de l'ordre dels ciprinodontiformes.

## Morfologia
- Els mascles poden assolir 5,2 cm de longitud total.[4][5]

## Hàbitat
És un peix d'aigua dolça, de clima tropical i pelàgic.

## Distribució geogràfica
Es troba al riu San Juan Tacambaro (Michoacán, Mèxic).

## Observacions
És inofensiu per als humans.